# Лейоміосаркома
Лейоміосаркома — злоякісна пухлина гладких м'язів. Найчастіше виникає в матці, шлунку, тонкому кишечнику та очеревині. Нерідко лейоміосаркома локалізується поблизу судинного пучка. Зростає пухлина у вигляді бугристого пухлинного вузла щільної або щільно-еластичної консистенції, з нечіткими межами, локалізуючись в глибоких тканинах. Пухлина може залучати до процесу шкіру і кістки. Відрізняється крайньою злоякісністю розвитку. Доброякісна пухлина, яка походить з тієї ж тканини, називається лейоміома.

## Епідеміологія
Щороку в 1 із 100 000 людей діагностують лейоміосаркому.

## Лікування
Лейоміосаркоми можуть бути дуже непередбачуваними. Вони можуть залишатися в стані спокою протягом тривалого періоду часу і повторюватися через роки. Це стійкий рак, який не дуже чутливий до хіміотерапії або опромінення. Найкращі результати трапляються тоді, коли її можна видалити хірургічним шляхом із широкими полями на ранніх термінах, поки пухлина невелика і не має метастазів.